# Roxana Mînzatu

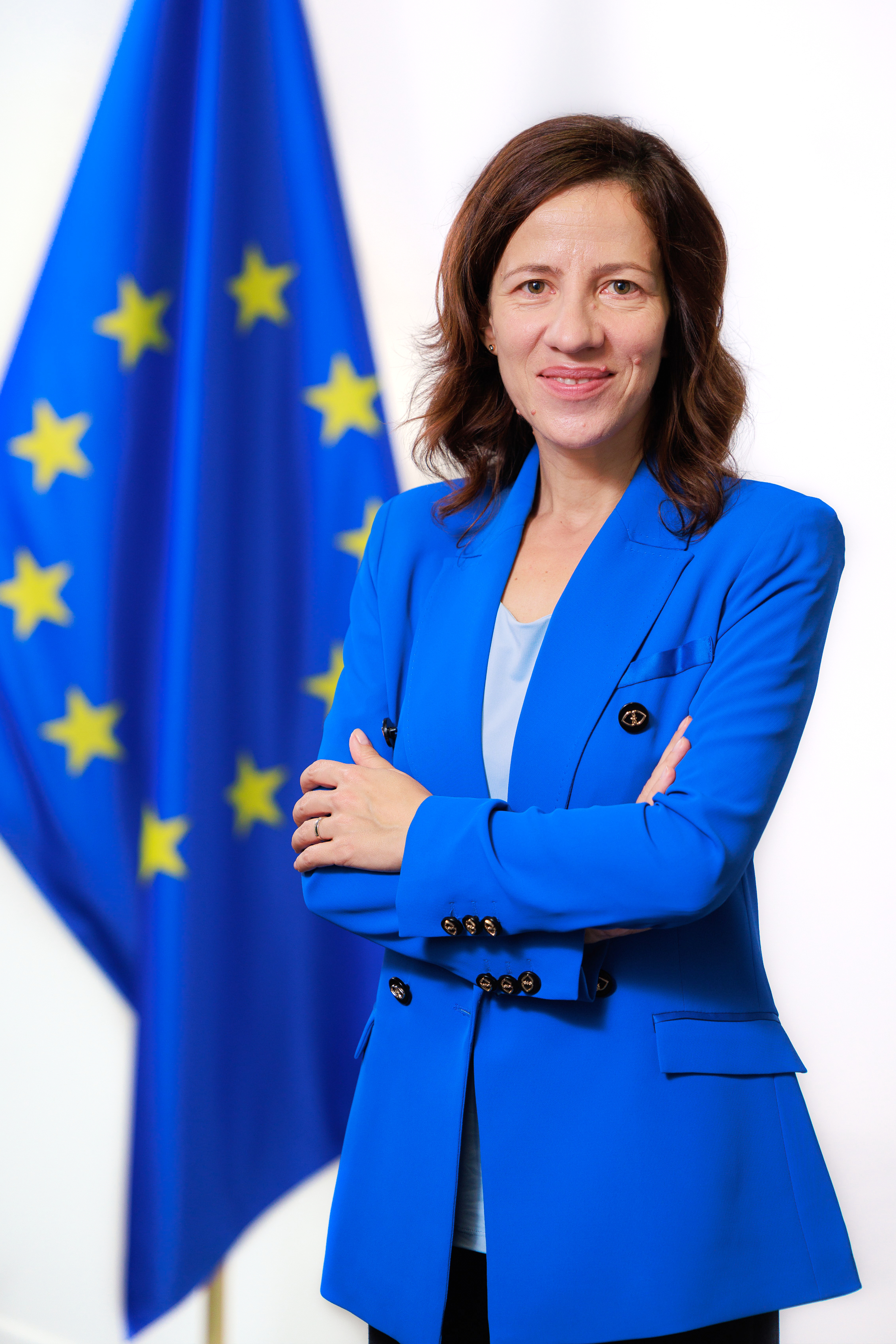
Roxana Mînzatu (2024)

Roxana Mînzatu (geboren am 1. April 1980 in Brașov, Rumänien) ist eine rumänische Politikerin. Seit 2024 ist sie Vizepräsidentin der Europäischen Kommission für Menschen, Qualifikationen und Vorsorge sowie Kommissarin für Bildung und für hochwertige Arbeitsplätze und soziale Rechte in der Kommission von der Leyen II.

## Leben und Ausbildung
Roxana Mînzatu schloss Politikwissenschaft in englischer Sprache an der Universität Bukarest im Jahr 2002 mit einem Bachelor ab und machte anschließend einen Master an der privaten Dimitrie Cantemir Christian Universität in europäischer Integration, Abschluss 2005. Zudem ist sie Absolventin des Harvard Kennedy School for Public Leadership (Credential 2022) und Stipendiatin von Vital Voices Engage, einem Frauenförderungsprogramm.
Von 2004 bis 2006 arbeitete sie als „Euroadvisor“ im Ministerium für Europäische Integration. Danach arbeitete sie als Managerin und Beraterin für verschiedene EU-finanzierte Projekte. Zu ihren Tätigkeiten gehörte auch die Leitung einer gemeinnützigen Wirtschaftsschule.

## Politische Laufbahn
Sie ist seit 2000 Mitglied der rumänischen Partidul Social Democrat (PSD), einer seit 1992 bestehenden linkspopulistischen und linksnationalistischen Partei.
Sie war Mitglied des Bezirksrats ihrer Heimatstadt Brașov von 2004 bis 2008, 2011–2012 und 2016.
Im Jahr 2015 wurde sie zur Staatssekretärin im Ministerium für europäische Fonds ernannt und leitete anschließend die Nationale Agentur für öffentliches Auftragswesen (ANAP).
Im Jahr 2016 wurde Mînzatu in die rumänische Abgeordnetenkammer gewählt, wo sie Sekretärin des Ausschusses für Industrie und Dienstleistungen und Mitglied des Ausschusses für europäische Angelegenheiten wurde. Im Juni 2019 wurde sie zur Ministerin für europäische Fonds im Kabinett der Regierung von Viorica Dăncilă ernannt mit dem Ziel, die Entwicklung in Schlüsselbereichen wie Wasser- und Abwasserinfrastruktur und Digitalisierung zu beschleunigen. Die Regierung wurde jedoch bereits im Oktober desselben Jahres nach einem Misstrauensvotum abgesetzt. Bei den Parlamentswahlen 2020 kandidierte sie nicht mehr.
Von Januar 2022 bis Juli 2024 war Mînzatu erneut Staatssekretärin und Koordinatorin der Abteilung für die Bewertung und das integrierte Monitoring der aus öffentlichen und europäischen Mitteln finanzierten Programme.

### Europapolitik
Bei den Wahlen zum Europäischen Parlament 2024 ging ihre Partei PSD ein Bündnis mit der nationalliberalen Partidul Național Liberal (PNL) ein. Mînzatu wurde gewählt. Im Parlament wurde sie Mitglied der Fraktion der S&D-Fraktion und war Mitglied des Ausschusses für regionale Entwicklung (REGI) sowie Stellvertreterin in Ausschuss für Beschäftigung und soziale Angelegenheiten (EMPL) und Petitionsausschuss (PETI). Im Zuge ihrer Ernennung zur EU-Kommissarin legte sie ihr Mandat am 30. November 2024 nieder. Für sie rückte Andi-Lucian Cristea ins Europaparlament nach.
Sie wurde Anfang September 2024 anstelle von Victor Negrescu als Kandidatin Rumäniens für die Kommission von der Leyen II nominiert. Am 17. September 2024 wurde sie von Ursula von der Leyen als Exekutive Vizepräsidentin für Menschen, Qualifikationen und Vorsorge sowie als Kommissarin für Bildung und für hochwertige Arbeitsplätze und soziale Rechte nominiert. Sie trat das Amt am 1. Dezember 2024 an.